# Clytorhynchus vitiensis
Monarca-das-fiji (Clytorhynchus vitiensis) é uma espécie de ave da família Monarchidae.
Pode ser encontrada nos seguintes países: Samoa Americana, Fiji e Tonga.
Os seus habitats naturais são: florestas subtropicais ou tropicais húmidas de baixa altitude.